# ایستگاه رادوگوشچ

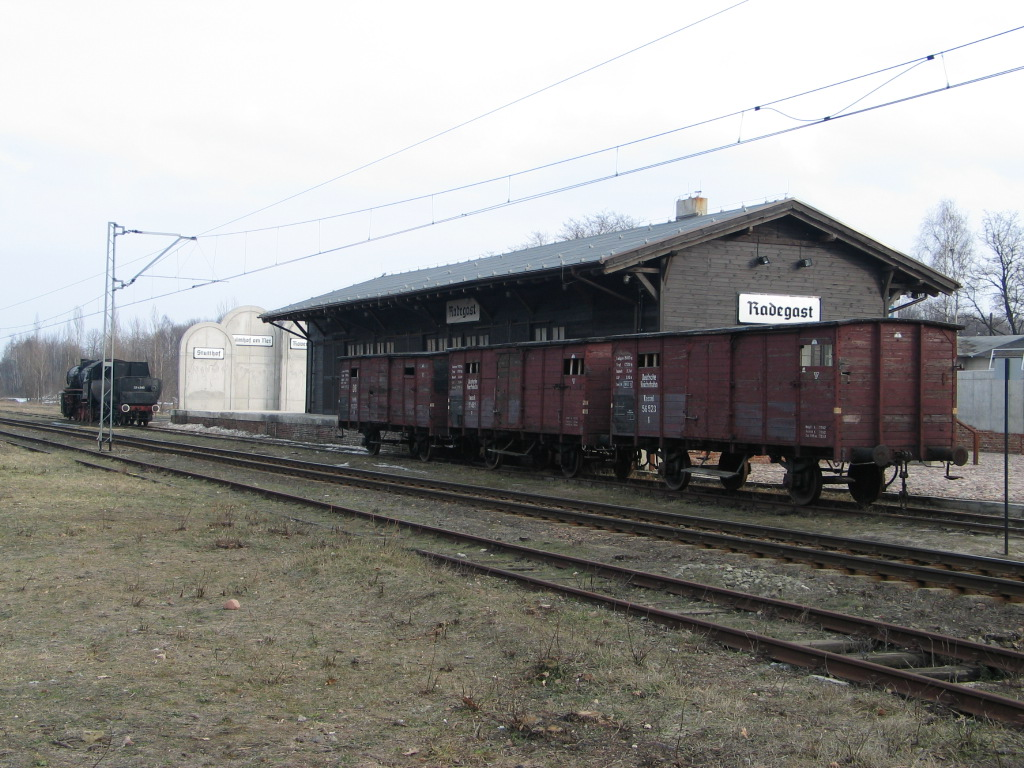
ایستگاه رادوگوشچ

ایستگاه رادوگوشچ (به آلمانی Bahnhof Radegast) یک ایستگاه راه‌آهن تاریخی در ووچ، لهستان است. این ایستگاه که در اصل بین سال‌های ۱۹۲۶ و ۱۹۳۷ ساخته شده بود، در طول هولوکاست به طور گسترده‌ای مورد استفاده قرار گرفت. این ایستگاه به عنوان محل جمع آوری (به آلمانی Umschlagplatz) برای انتقال یهودیان از گتوی ووچ به اردوگاه‌های مرگ در طول عملیات راینهارد خدمت می‌کرد.

## هولوکاست
در طول جنگ جهانی دوم، ایستگاه درست در خارج از گتوی ووچ قرار داشت - یکی از بزرگترین گتوهای یهودی در اروپا تحت اشغال آلمان نازی. نقطه جمع‌آوری در ایستگاه رادوگوشچ مکانی بود که عمدتاً ساکنان یهودی ووچ، از جمله هزاران نفر که از سراسر لهستان اشغالی اخراج شده بودند، برای تبعید مستقیم به اردوگاه‌ های مرگ آلمانی خلمنو و آشویتس جمع‌آوری می‌شدند. تقریباً ۲۰۰,۰۰۰ یهودی لهستانی، اتریشی، آلمانی، لوکزامبورگی و چک، و بسیاری از روما، سینتی و لالری در دوره زمانی از ۱۶ ژانویه ۱۹۴۲ تا ۲۹ اوت ۱۹۴۴ از این ایستگاه در راه مرگ خود عبور کردند.

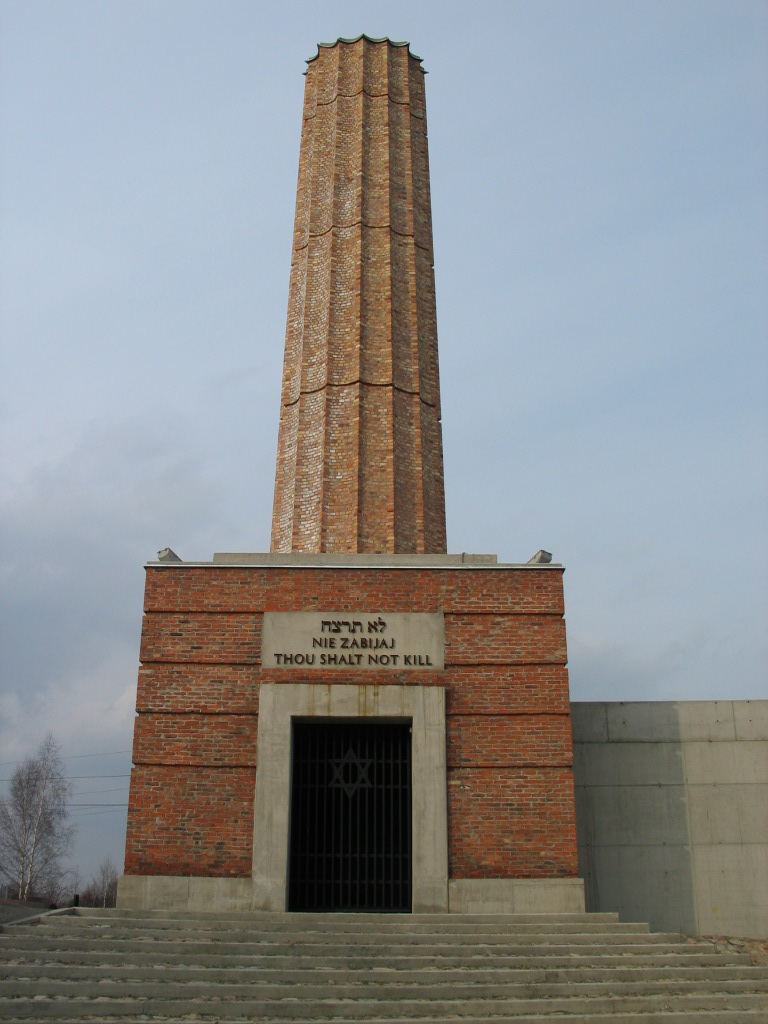
یادبود در ایستگاه

نقطه جمع‌آوری برای ووچ همان اهمیتی را داشت که نقطه جمع‌آوری (اومشلاگپلاتز یا به آلمانی Umschlagplatz) معروف‌تر برای گتوی ورشو داشت.

## بعد از جنگ
پس از جنگ، ایستگاه تا اواسط دهه ۱۹۷۰ با نام لهستانی خود به کار خود ادامه داد. در سال ۲۰۰۴، مراسم بزرگداشت شصتمین سالگرد تخریب گتوی ووچ در سال ۱۹۴۴ و عزیمت آخرین حمل و نقل از رادوگوشچ، تلاش‌ها برای تبدیل ایستگاه سابق به یک یادبود هولوکاست را تحریک کرد. در ۲۸ اوت ۲۰۰۵، بنای یادبودی برای قربانیان یهودی که از این ایستگاه عبور کرده بودند. ساختمان بازسازی شده ایستگاه به عنوان یکی از بخش‌های موزه استقلال ووچ خدمت می‌کند.

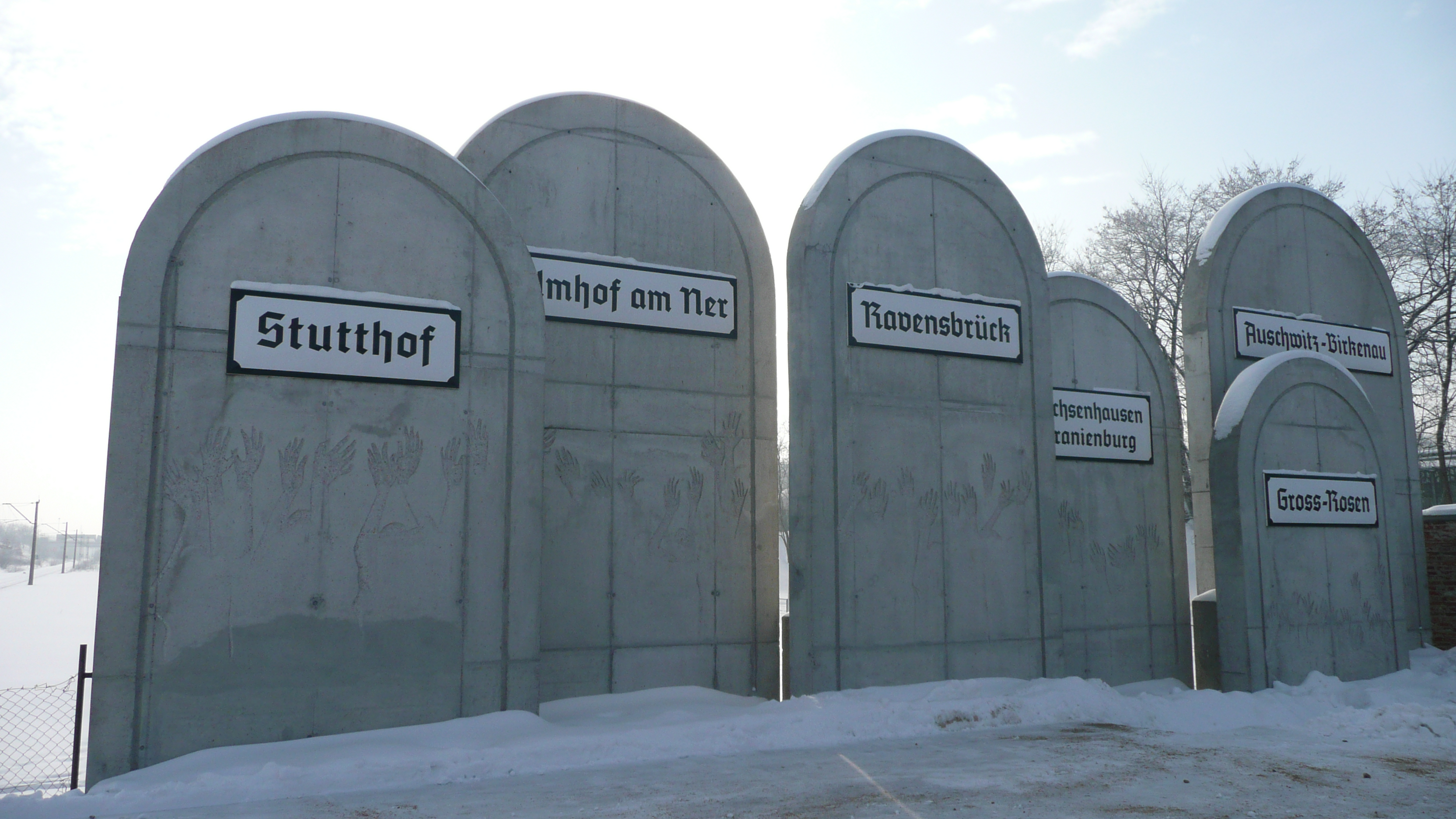
بنای یادبودی با اسامی اردوگاه هایی

علاوه بر این، دو بنای یادبودی در ایستگاه ساخته شد. یک بنای یادبود اسامی اردوگاه هایی را نشان می دهد که یهودیان به آنها اخراج شده اند و یادبود دیگری که روی آن نوشته شده است «نباید بکشید».